# Économie de comptoir
 (mai 2025).
Pour les articles homonymes, voir Comptoir (homonymie).
Une économie de comptoir est un système économique caractérisé par une forte dépendance aux investissements, aux ressources et aux décisions d’une puissance étrangère, souvent coloniale. La Nouvelle-Calédonie, la Réunion et la Guyane en sont des exemples du fait de leur forte dépendance économique à l'égard de la France métropolitaine,,.

## Notion voisine d'économie de succursales
Même hors des contextes qui s'apparentent au colonialisme, un État indépendant peut subir l'influence ou la dépendance à l'égard des grandes entreprises d'une puissance voisine et ainsi devenir une « économie de succursales ». Des économistes et des hommes d'affaires canadiens emploient ce terme pour décrire la relation économique entre le Canada et les États-Unis.